# Aguiar (Viana do Alentejo)
 Aguiar  ist eine Kleinstadt (Vila) und Gemeinde in der portugiesischen Region Alentejo.
Die Landwirtschaft mit Korkeichen, Olivenbäumen und Weizenfeldern sowie Viehzucht stellen traditionell die wesentlichen wirtschaftlichen Faktoren in der Gemeinde dar.

## Geschichte
Funde belegen eine vorgeschichtliche Besiedlung, insbesondere die Anta de Aguiar.
Der heutige Ort wurde vermutlich im Zuge der Siedlungspolitik nach der christlichen Reconquista gegründet. So gab der Ritter Estêvão Rodrigues dem Ort 1269 erste Stadtrechte. König D. Dinis bestätigte diese 1287 und machte den Ort zur Vila und damit zum Sitz eines Kreises.
König D.Manuel I. erneuerte 1516 die Stadtrechte Aguiars.
Im Verlauf der Verwaltungsreformen nach der Liberalen Revolution ab 1821 und dem folgenden Miguelistenkrieg wurde der Kreis Aguiar aufgelöst, fortan war es eine Gemeinde des Kreises Viana do Alentejo.
Anfang des 20. Jahrhunderts wurde die Gemeinde Aguiar aufgelöst und Viana do Alentejo angegliedert. 1985 wurde Aguiar wieder eine eigenständige Gemeinde.

## Verwaltung
Aguiar ist Sitz einer gleichnamigen Gemeinde (Freguesia) im Landkreis (Concelho) von Viana do Alentejo im Distrikt Évora. Die Gemeinde hat eine Fläche von 31,0 km² und 859 Einwohnern (Stand 19. April 2021). Die Bevölkerungsdichte beträgt 27,8 Einw./km².
Folgende Orte und Landgüter liegen in der Gemeinde:
- Aguiar
- Herdade Entre Águas de Baixo
- Horta Antão

## Baudenkmäler
- Anta do Zambujeiro (jungsteinzeitliche Megalithanlage)[4]
- Bairro CAR de Aguiar (ab 1977 erbautes Viertel der staatlichen Flüchtlingshilfe CAR (Comissão de Apoio aos Refugiados) für die Retornados)[5]
- Biblioteca Municipal - Pólo de Aguiar (Zweigstelle Aguiar der Stadtbibliothek von Viana do Alentejo)[6]
- Fonte do Passo (Brunnenanlage)[7]
- Igreja das Chagas oder auch Igreja do Senhor dos Passos (Kirche aus dem 18. Jh.)[8]
- Igreja Paroquial de Aguiar (Gemeindekirche, vermutlich zwischen 1279 und 1320 errichtet)[9]